# 红耳火尾雀
红耳火尾雀（学名：Stagonopleura oculata）是梅花雀科的一种，为澳大利亚的特有种。该物种的保护状况被评为无危。
红耳火尾雀的平均体重约为13.5克。栖息地包括亚热带或热带的湿润低地林、亚热带或热带的（低地）湿润疏灌丛和湿地。